# Phyllotreta foudrasi
Phyllotreta foudrasi là một loài bọ cánh cứng trong họ Chrysomelidae. Loài này được Brisout miêu tả khoa học năm 1873.